# Johan Ellmin
Johan Ellmin, född 6 januari 1797 i Varvs socken, Västergötland, död 10 juli 1865 i Stockholm, var en svensk läkare.
Johan Ellmin var son till soldaten Anders Aling. Han blev 1811 elev vid Skara trivialskola, 1817 vid gymnasiet där och därefter 1820 student vid Uppsala universitet, där han 1826 blev filosofie kandidat och 1827 filosofie magister. Efter att ha lämnat de filosofiska ämnena för medicinen blev han stipendiat vid fältläkarkåren 1828. 1828-1829 var han underläkare på Kungliga allmänna garnisonssjukhuset 1828-1829 och efter en medicine kandidatexamen vid Uppsala universitet 1830 var han 1832-1833 tillförordnad bataljonsläkare vid Dalregementet. 
År 1833 blev Ellmin medicine licentiat vid Uppsala universitet och var tillförordnad prosektor vid Karolinska institutet 1834-1835. Han var 1834-1835 tillförordnad provinsialkirurg i Stockholms län, fattigläkare i Stockholm i staden mellan broarna 1834-1844 och blev 1835 kirurgie magister. Senare samma år blev Ellmin medicine doktor vid Uppsala universitet. Han förestod 1835-1848 Allmänna elektricitetsinrättningen, var läkare vid sjömanshuset i Stockholm 1838-1850, läkare vid Stockholms skräddaregesällskap. Under koleraepidemin 1850 tjänstgjorde han på Öland och i Döderhultsvik och förordnades 1850 till provinsialläkare i Vemdalen. Från 1859 erhöll han tjänstledighet från sin tjänst på grund av sjukdom och beviljades 1863 av riksdagen hela sin lön i pension. Han avled efter en överdos av opium.
Ellmin utgav även 1821 en liten diktsamling, Concert och 1834 ytterligare en, Dikter af E—n. Han var även initiativtagare till Bildningscirkeln i Stockholm 1845 och ordförande i arbetarsammanslutningen Skandinaviska sällskapet.